# ElyOtto
Elliott Platt, zawodowo znany jako ElyOtto (ur. 24 lutego 2004 w Calgary) – kanadyjski muzyk znany z piosenki „SugarCrash!”, która stała się popularna na platformie TikTok na początku 2021 roku.

## Wczesne życie
Elliott Platt urodził się w 2004 roku, jego ojciec Mike jest muzykiem, a matka Natashy Sayer nauczycielką i również muzykiem.

## Kariera
ElyOtto zaczął wydawać piosenki i remiksy na platformie SoundCloud w 2019 roku. Jego pierwszy komercyjny singiel „SugarCrash!” został wydany 25 sierpnia 2020 r. Następnie wydał utwory „Let Go :(” i „Teeth!”, odpowiednio 20 września i 14 listopada.
Singel „SugarCrash!” zyskał popularność na TikToku na początku 2021 r. i zadebiutował na 30. miejscu na liście Billboard Hot Rock & Alternative Songs. Piosenka stała się szybko popularnym virallem. Następnie utwór wskoczył na 15. miejsce na liście Hot Rock & Alternative, później osiągając szczytowe 11. miejsce. 13 marca 2021 r. „SugarCrash!” zadebiutował na liście Billboard Global 200 pod numerem 139. W marcu 2021 roku ElyOtto podpisał kontrakt z RCA Records. Magazyn Spin nazwał Platta „twarzą hiperpopu” w kwietniu 2021 r. Jego debiutancka EPka ukazała się 8 kwietnia 2022. 23 kwietnia 2021 ukazał się remiks utworu „SugarCrash!” z udziałem Kim Petras i Curtisa Watersa.

## Życie prywatne
Platt jest osobą transpłciową.

## Dyskografia

### Single

#### Jako główny artysta
| Rok  | Tytuł                                                  | Pozycje na listach | Pozycje na listach | Pozycje na listach | Pozycje na listach | Pozycje na listach | Pozycje na listach | Album | Certyfikat         |
| Rok  | Tytuł                                                  | USA Bub.           | USA Alt            | USA Rock           | UK                 | UK Indie           | Świat              | Album | Certyfikat         |
| ---- | ------------------------------------------------------ | ------------------ | ------------------ | ------------------ | ------------------ | ------------------ | ------------------ | ----- | ------------------ |
| 2020 | „SugarCrash!” (remix gośc. Kim Petras i Curtis Waters) | 23                 | 10                 | 11                 | 65                 | 11                 | 139                |       | - POL: złota płyta |
| 2020 | „Let Go :(”                                            | ―                  | ―                  | ―                  | ―                  | ―                  | ―                  |       |                    |
| 2020 | „Teeth!”                                               | ―                  | ―                  | ―                  | ―                  | ―                  | ―                  |       |                    |

#### Jako gościnny wykonawca
| Rok  | Tytuł                                                    | Album |
| ---- | -------------------------------------------------------- | ----- |
| 2020 | „Dread” (Jaddex gośc. ElyOtto)                           |       |
| 2020 | „Purple Guy Emoji” (Slop Culture gośc. ElyOtto, lilcenz) |       |
| 2021 | „Glisten.” (Holden Kane gośc. ElyOtto, COPE)             |       |